# 阿科拉 (密西西比州)
阿科拉（英語：Arcola）是位於美國密西西比州華盛頓縣的城鎮。

## 人口
根據2020年美國人口普查的數據，阿科拉的面積為0.57平方千米，皆為陸地。當地共有人口304人，而人口密度為每平方千米533人。